# Ivar Ballangrud
Ivar Ballangrud, norveški hitrostni drsalec, * 7. marec 1904, Lunner, † 1. junij 1969.